# 精細管
精細管（せいさいかん、英: seminiferous tubule）は、産生した精子を精巣網に送る管。直精細管と曲精細管に分類され、ワナ状に迂曲した曲精細管において精子が産生され、精子は短い直精細管を通り精巣網へと移動する。

## 機能
精巣において精細管は、減数分裂が続いて起こり、配偶子（精子）が産生する場所である。上皮組織は長い円柱状細管のセルトリ細胞で構成されている。セルトリ細胞は精子形成細胞の間にあり、減数分裂をした精細胞が通り抜けるかで識別できる。